# Liolaemus rabinoi
Espèce
Synonymes
- Ctenoblepharis rabinoi Cei, 1974

Statut de conservation UICN

 CR B1ab(i,ii,iii,iv,v)+2ab(i,ii,iii,iv,v) : 
En danger critique
Liolaemus rabinoi est une espèce de sauriens de la famille des Liolaemidae.

## Répartition
Cette espèce est endémique de la de province de Mendoza en Argentine.

## Publication originale
- Cei, 1974 : Two new species of Ctenoblepharis (Reptilia: Iguanidae) from the arid environment of central Argentina (Mendoza Province). Journal of Herpetology, vol. 8, no 1, p. 71-75.